# 高向公輔
高向 公輔（たかむこ の きみすけ）は、平安時代前期の貴族。官位は従四位下・讃岐権守。姓は朝臣。

## 経歴
右京の人。初名は桑田麻呂。少年時代に出家して湛慶と名乗り、延暦寺に住む。真言を学んだが教義に精通し、阿闍梨となった。仁寿年間（851年-854年）に皇太子・惟仁親王（のち清和天皇）に侍したが、惟仁親王の乳母との密通が露見し、太政大臣・藤原良房の命令により還俗させられる。比叡山の僧達は僧としての資質に優れた湛慶の還俗を強く嘆き惜しんだという。
還俗後は公輔と称する。天安3年（859年）従五位下に叙爵し、翌貞観2年（860年）中宮大進に任ぜられて、皇太夫人・藤原明子に仕える。貞観8年（866年）式部権少輔に転じると、貞観9年（867年）従五位上・式部少輔、貞観16年（874年）正五位下と累進し、貞観19年（877年）陽成天皇の即位に伴う叙位にて従四位下に至った。
元慶4年（880年）10月19日卒去。享年64。最終官位は散位従四位下。

## 説話
『今昔物語集』に湛慶の密通・還俗に関する説話がある。
ある時、慈覚大師の弟子の湛慶阿闍梨が、夢の中で不動尊から「前世の因縁により汝は某国某郡の誰某の娘と通じて夫婦になる」とのお告げを受けた。湛慶は戒律を破ることを防ぐために、10歳ほどのその女性を捜し当て彼女の首を切って京に逃げ帰った。のちに、病気の祈祷のために忠仁公（藤原良房）の屋敷に参上した際、湛慶はその家の女房と密通してしまう。女房の首には大きな傷跡があり、果たして以前殺そうとした少女その人であった。湛慶は因縁の深さに心を打たれ、還俗してその女房と夫婦になったという。
なお、公輔の時代から約300年下った平安時代後期の『玉葉』にも筆者である九条兼実が藤原長光から聞いた話としてほぼ同様の話が記されている（ただし、長光は公輔の法名を「惟修」、彼が殺そうとした少女は当時4、5歳であったとする）。長光は藤原公雅が「公輔」と改名したことについて新しい名に良くない先例があるとして、不祥事を起こして還俗・改名した高向公輔の例を挙げたとみられている。

## 官歴
『日本三代実録』による。
- 時期不詳：正六位上
- 天安3年（859年） 3月26日：従五位下。8月16日：戸籍から旧名・桑田麻呂の字を削除
- 貞観2年（860年） 11月27日：中宮大進（皇太夫人・藤原明子）
- 貞観8年（866年） 正月23日：式部権少輔
- 貞観9年（867年） 正月7日：従五位上。正月12日：式部少輔
- 貞観12年（870年） 12月29日：次侍従
- 貞観16年（874年） 日付不詳：正五位下
- 貞観19年（877年） 正月3日：従四位下
- 時期不詳：讃岐権守
- 元慶4年（880年） 10月19日：卒去（散位従四位下）